# Casa Bergamaschi ex Gonzaga-Pico
Casa Bergamaschi ex Gonzaga-Pico è uno storico edificio di Belforte, frazione del comune di Gazzuolo, in provincia di Mantova.

## Storia
Fu costruita nella seconda metà del XV secolo per il marchese di Mantova Ludovico Gonzaga come sua residenza estiva.
Nel Cinquecento il palazzo fu acquisito dal vicario Ludovico Pico della Mirandola, figlio di Gianfrancesco Pico e Parisina Quistelli, divenendo così noto come "Palazzo Picchi" (la strada di accesso al complesso si chiamò appunto vicolo Picchi fino  all'inizio del XIX secolo). Il ramo cadetto dei Pico (discendente da Brausio, figlio naturale di Giovanni I Pico) fece impreziosire le stanze di dipinti e di affreschi in stile raffaelesco. 
Nel 1714 la villa fu acquistata dalla famiglia Bergamaschi di Belforte.

## Architettura
La corte Bergamaschi è un complesso composto da una casa padronale, una stalla e degli edifici adibiti a rustico che si sviluppano a corte chiusa intorno ad un'aia.
L'edificio padronale si sviluppa su due piani con un terzo piano a mezzanino. La facciata è ritmata da una serie di finestre e un portone centrale.
Il cosiddetto "pozzo delle taglie" è noto per la leggenda secondo cui vi venivano gettate e uccise le ragazze costrette a soddisfare i capricci amorosi del nobile. Altri racconti popolari riferiscono la presenza di una galleria sotterranea che, passando aotto al paese, collegava il palazzo con la chiesa di San Bartolomeo.